# 2019年—2020年黎巴嫩抗議
2019年—2020年黎巴嫩抗議是黎巴嫩一系列全国性的非教派抗议活动 。抗议活动的直接诱因是计划中的汽油、烟草和WhatsApp使用税，黎巴嫩政府在讨论上述税收后就爆发了全国性抗议活动。在短期來看，抗议活动的動機是黎巴嫩政府未能找到解决经济危机的办法。这场经济危机由于腐败、浪费公款和政府被掏空而迫在眉睫。从长远来看，此次抗議是对教派统治、公共部门普遍存在的腐败现象、被视为偏袒统治阶级的立法和缺乏政府應當提供的电力、水和卫生等基本服务的一种反应。
2018年的失業率達到46％，公共部門中的地方性腐敗，被認為可以使統治階級免受問責（例如銀行保密）和破產的立法政府提供基本服務，例如電，水和衛生設施。
抗議活動針對的其他政客仍然掌權。2019年12月19日，前教育部長哈桑·迪亞布被任命為下一任總理並負責組建新內閣並於下月就職。自那以後，抗議活動和公民不服從行為一直在繼續，示威者譴責迪亞布，且他被任命為總理並不被示威者買單，哈里里後被重新任命為總理。

## 经过

### 贝鲁特大爆炸之前
2019年8月，黎巴嫩主权信用评级遭下调，而同時黎巴嫩公共债务相当于国内生产总值的150%以上。9月2日，黎巴嫩政府宣布国家进入经济紧急状态。黎巴嫩出現数十年来最恶劣的经济危机。
10月29日，黎巴嫩总理萨阿德·哈里里宣布辞职。 此后抗议活动仍在继续，示威者呼吁举行具有约束力的议会磋商，以组建一个由能幹和独立的专家组成的新政府，并要求包括议会议长納班·貝裏和总统米歇尔·奥恩在内的整个政治阶层辞职。
2020年1月18日，黎巴嫩首都贝鲁特再次爆发大规模抗议活动，抗议黎巴嫩不断飙升的公共债务。大量抗议者试图冲破议会周围的警戒线，与安全部队爆发冲突。安全部队动用催泪瓦斯和水炮驱散示威者。在冲突中，造成双方共220多人受伤。这是反政府示威爆发以来，受伤人数最多的一天。
黎巴嫩於2月21日記錄了第一例COVID-19病例。
黎巴嫩总理哈桑·迪亞卜由於宗教上的限制而無法保護黎巴嫩公民，因此該國政府已無法保護黎巴嫩公民。
5月14日，黎巴嫩中央銀行現金業務主管马赞·哈姆丹因涉嫌參與貨幣操縱而被捕。一名黎巴嫩財務檢察官阿里·易卜拉欣發布了逮捕董事的命令。
6月18日，示威者封鎖了朱尼耶連接城市與貝魯特的主要公路。 維權人士米歇爾·查蒙在社交媒體上批評總統米歇爾·奧恩後，抗議者與安全部隊之間發生衝突和暴力。 幾天后，一項新命令允許有權在社交媒體上起訴侮辱總統職位的人。 當查蒙被從朱尼耶的絲路運到另一個拘留所時，暴力爆發了。 一名內部安全部隊軍官在衝突中受傷。
據半島電視台報導，黎巴嫩鎊週四在黑市上暴跌至新的7,000多黎巴嫩鎊兌1美元。抗議活動爆發後，總統米歇爾·奧恩週四與黎巴嫩最高政治家舉行了一次全國會議，擔心抗議活動進一步升級為可能的內戰。

### 贝鲁特大爆炸之后
8月4日的爆炸事故发生后，从8月6日晚起爆发大规模示威行动。数十名示威者试图进入贝鲁特能源部总部，其后造成几个地区陷入了黑暗。安全部队持棍棒，设法将已经越过铁丝网的人群分散开来。抗议者计划在能源部进行静坐，其中一名抗议者坚持说，除非恢复供电，否则不会撤离。示威者在8月8日接管了黎巴嫩银行协会大厦、黎巴嫩经济部、能源部以及外交部的办公室，并宣布将外交部办公室定为“革命总部”。一名示威者在扩音器上说：“我们待在这里。我们呼吁黎巴嫩人民占领所有政府部门的办公室。”不過稍後黎巴嫩安全部隊趕到，將這些示威者從外交部驅逐出去。自8日爆發的衝突已造成1名警察身亡，700多人受傷。黎巴嫩总理哈桑·迪亚布透过电视直播向民众表示，他将寻求提早举行国会大选，指称这是“摆脱国家结构性危机”的唯一途径。
8月10日，受到大爆炸引发的示威活动影响，黎巴嫩政府宣布解散內閣，总理哈桑·迪亚布宣布辞职，得到了總統米歇尔·奥恩的批准，黎巴嫩进入看守政府状态 ，直到组建新内阁为止。8月13日，黎巴嫩国会颁布为期2周的紧急状态令，并授权军方限制示威。

## 分析
相較於2005年的雪杉革命，本次示威的政治衝突的主要雙方支持用政黨和對準遜尼派与什葉派在黎巴嫩穆斯林社會學和宗教分歧，在2015年黎巴嫩抗议開始包括對反真主黨社區內領導人的批評。2019年的抗議活動進一步跨過了這種社會學鴻溝，因為它們是真正的基層運動的一部分，該運動從未受到任何政黨，跨派別人士的廣泛指導，發生在黎巴嫩各地，2015年黎巴嫩抗议僅僅是在貝魯特。抗議活動對黎巴嫩政府和政治精英以及一場革命構成了生存威脅。抗議活動在2019年的全社會性質都在2015年黎巴嫩抗议活動中發芽。